# Liste der Straßen und Brücken in Hamburg-Curslack

Lage von Hamburg-Curslack in Hamburg und im Bezirk Hamburg-Bergedorf (hellrot)

Die Liste der Straßen und Brücken in Curslack ist eine Übersicht der im Hamburger Stadtteil Curslack vorhandenen Straßen und Brücken. Sie ist Teil der Liste der Verkehrsflächen in Hamburg.

## Überblick
In Curslack (Ortsteilnummer 604) leben 4178 Einwohner (Stand: 31. Dezember 2023) auf 10,6 km². Curslack liegt im Postleitzahlenbereich 21039.
In Curslack gibt es 26 benannte Verkehrsflächen, darunter neun Brücken.

## Übersicht der Straßen
Die nachfolgende Tabelle gibt eine Übersicht über alle benannten Verkehrsflächen – Straßen, Plätze und Brücken – im Stadtteil sowie einige dazugehörige Informationen. Im Einzelnen sind dies:
- Name/Lage: aktuelle Bezeichnung der Straße, des Platzes oder der Brücke. Über den Link (Lage) kann die Straße, der Platz oder die Brücke auf verschiedenen Kartendiensten angezeigt werden. Die Geoposition gibt dabei ungefähr die Mitte an. Bei längeren Straßen, die durch zwei oder mehr Stadtteile führen, kann es daher sein, dass die Koordinate in einem anderen Stadtteil liegt.
- Straßenschlüssel: amtlicher Straßenschlüssel, bestehend aus einem Buchstaben (Anfangsbuchstabe der Straße, des Platzes oder der Brücke) und einer dreistelligen Nummer.
- Länge/Maße in Metern:
Hinweis: Die in der Übersicht enthaltenen Längenangaben sind nach mathematischen Regeln auf- oder abgerundete Übersichtswerte, die im Digitalen Atlas Nord[1] mit dem dortigen Maßstab ermittelt wurden. Sie dienen eher Vergleichszwecken und werden, sofern amtliche Werte bekannt sind, ausgetauscht und gesondert gekennzeichnet.
Bei Plätzen sind die Maße in der Form a × b bei rechteckigen Anlagen oder a × b × c bei dreiecksförmigen Anlagen mit a als längster Kante dargestellt.
Der Zusatz (im Stadtteil) gibt an, wie lang die Straße innerhalb des Stadtteils ist, sofern sie durch mehrere Stadtteile verläuft.
- Namensherkunft: Ursprung oder Bezug des Namens.
- Datum der Benennung: Jahr der offiziellen Benennung oder der Ersterwähnung eines Namens, bei Unsicherheiten auch die Angabe eines Zeitraums.
- Anmerkungen: Weitere Informationen bezüglich anliegender Institutionen, der Geschichte der Straße, historischer Bezeichnungen, Baudenkmale usw.
- Bild: Foto der Straße oder eines anliegenden Objektes.

| Name/Lage                       | Straßen- schlüssel | Länge/Maße (in Metern) | Namensherkunft | Datum der Benennung | Anmerkungen | Bild                                      |
| ------------------------------- | ------------------ | ---------------------- | --- | ------------------- | --- | ----------------------------------------- |
| Achterschlag (Lage)             | A022               | 1815                   | nach der Bezeichnung für ein Stück (Schlag) Land außerhalb eines Ortes                                                         | 1924                | bereits 1302 Erwähnung als „erster Schlag“ oder „Hinterschlag“ (ndt. achter = hinter); zwischen Eschenhofweg und Curslacker Heerweg rechte Straßenhälfte in Curslack, linke Hälfte in Bergedorf; südlich vom Curslacker Heerweg komplett in Curslack, nördlich vom Eschenhofweg in Bergedorf | Achterschlag (Hamburg-Curslack)           |
| Am Schleusengraben (Lage)       | A700               | 0220 (im Stadtteil)    | nach der Lage | 2003                | nördlicher Teil in Bergedorf | Am Schleusengraben                        |
| Auf der Böge (Lage)             | A508               | 1410                   | nach einer Biegung (ndt. Böge) der Dove Elbe                                                                                   | ca. 1625            | | Auf der Böge                              |
| Bei der Blauen Brücke (Lage)    | B163               | 0190 (im Stadtteil)    | nach der Lage und Bestimmung zur Neuengammer Blauen Brücke führend                                                             | 1924                | westlicher Teil ab Dove Elbe in Neuengamme | Bei der Blauen Brücke (Hamburg-Curslack)  |
| Brookdeich (Lage)               | B619               | 1640 (im Stadtteil)    | nach der Lage an der Brookwetterung                                                                                            | nicht bekannt       | nur südliche Straßenhälfte zwischen Holtenklinker Brücke und Hausnummer 392 in Curslack; ab Hausnummer 394 südliche Straßenhälfte in Altengamme, ansonsten in Bergedorf | Brookdeich                                |
| Curslacker Brückendamm (Lage)   | C066               | 0050 (im Stadtteil)    | nach der Bestimmung über die Dove Elbe führend                                                                                 | 1948                | südwestlicher Teil ab Dove Elbe in Neuengamme | Curslacker Brückendamm (Hamburg-Curslack) |
| Curslacker Deich (Lage)         | C067               | 5500                   | nach der Bestimmung als Teil des Deiches gegen die Dove Elbe auf Curslacker Gebiet                                             | 1948                | | Curslacker Deich                          |
| Curslacker Heerweg (Lage)       | C068               | 3475 (im Stadtteil)    | nach der Lage im Stadtteil | 1948                | ab Holtenklinker Brücke nördlich in Bergedorf, ebenso die westliche Straßenhälfte zwischen Brookdeich und Achterschlag | Curslacker Heerweg (Hamburg-Curslack)     |
| Curslacker Kirchenbrücke (Lage) | C077               | 0020 (im Stadtteil)    | nach der Bestimmung zur Curslacker Kirche führend                                                                              | 1961                | überquert im Zuge des Foortstegels die Dove Elbe; westlicher Teil in Neuengamme | Curslacker Kirchenbrücke                  |
| Curslacker Neuer Deich (Lage)   | C069               | 1020 (im Stadtteil)    | nach Lage und Funktion im Stadtteil                                                                                            | 1948                | nördlicher Teil ab A 25 in Bergedorf | Curslacker Neuer Deich (Hamburg-Curslack) |
| Eggers-Mindt-Brücke (Lage)      | –                  | 0025 (im Stadtteil)    | Cäsar Eggers (1863–1933), Gemeindevorsitzender in Curslack, und Nicolaus Mindt (1857–1938) mit gleicher Funktion in Neuengamme | 1960                | überquert die Dove Elbe; südlicher Teil in Neuengamme | Eggers-Mindt-Brücke                       |
| Foortstegel (Lage)              | F184               | 0105 (im Stadtteil)    | nach dem Volksmund als Steg, der zu einer Furt führt                                                                           | 1925                | Foort = Furt, Stegel ist das Diminutiv von Steg; südlich der Dove Elbe in Neuengamme | Foortstegel (Hamburg-Curslack)            |
| Gramkowweg (Lage)               | G197               | 0110                   | Heinrich Gramkow (1848–1940), Lehrer und Organist in Curslack                                                                  | 1965                | | Gramkowweg                                |
| Grashofweg (Lage)               | G203               | 0230                   | nach dem Volksmund für Grashof als ein Stück umzäuntes Weideland                                                               | 1949                | erste Erwähnung bereits 1570 | Grashofweg                                |
| Heerwegbrücke (Lage)            | H772               | 0060                   | in Anlehnung an den Curslacker Heerweg                                                                                         | 1979                | überquert im Zuge des Curslacker Heerwegs die A 25; westliche Brückenhälfte in Bergedorf | Heerwegbrücke                             |
| Holtenklinker Brücke (Lage)     | –                  | 0020                   | in Anlehnung an die auf Bergedorfer Gebiet verlaufende Holtenklinker Straße                                                    | 1961                | überquert im Zuge des Curslacker Heerwegs die Alte Brookwetterung; lt. Straßenverzeichnis sowohl in Bergedorf als auch in Curslack verlaufend, lt. Grundkarte ausschließlich in Bergedorf | Holtenklinker Brücke                      |
| Krühoffweg (Lage)               | K625               | 0425                   | nach der niederdeutschen Bezeichnung „Krühoff“ für „Kräuterhof“                                                                | 1999                | der Begriff ist insbesondere in den Vier- und Marschlanden verbreitet | Krühoffweg                                |
| Kurfürstenbrücke (Lage)         | –                  | 005 (im Stadtteil)     | in Anlehnung an den Kurfürstendeich                                                                                            | 1934                | westlicher Teil in Allermöhe | Kurfürstenbrücke                          |
| Kurfürstendeich (Lage)          | K513               | 0435 (im Stadtteil)    | Herkunft nicht eindeutig; möglicherweise nach sieben Katen am Deich, die als die „7 Kurfürsten“ bezeichnet wurden              | 1805                | westlicher Teil ab Schleusengraben in Allermöhe | Kurfürstendeich (Hamburg-Curslack)        |
| Neuengammer Blaue Brücke (Lage) | –                  | 0010 (im Stadtteil)    | nach Lage, Funktion und Anstrich der Brücke                                                                                    | 1961                | überquert im Zuge der Straßen Bei der Blauen Brücke die Dove Elbe; westlicher Teil in Neuengamme | Neuengammer Blaue Brücke                  |
| Odemannbrücke (Lage)            | –                  | 0020 (im Stadtteil)    | in Anlehnung an die Straße Odemanns Heck                                                                                       | 1961                | überquert im Zuge von Odemanns Heck die Dove Elbe; südlicher Teil in Neuengamme | Odemannbrücke                             |
| Odemanns Heck (Lage)            | O023               | 0300 (im Stadtteil)    | nach dem Begriff „Heck“ für ein Weidetor und der Familie Odemann, von 1826 bis 1912 Grundstückseigentümerin                    | 1952                | südlich ab Mitte der Dove Elbe in Neuengamme | Odemanns Heck (Hamburg-Curslack)          |
| Rieckweg (Lage)                 | R186               | 0340                   | Hans Rieck, Vorbesitzer des Geländes                                                                                           | 1949                | | Rieckweg                                  |
| Schiefe Brücke (Lage)           | –                  | 0020 (im Stadtteil)    | nach der Bauart, überquert die Dove Elbe in schiefem Winkel                                                                    | 1961                | südwestlicher Teil ab Brückenmitte in Neuengamme | Schiefe Brücke                            |
| Tönerweg (Lage)                 | T117               | 0675                   | Theodor Töner (1864–1938), Pastor in Curslack                                                                                  | 1949                | | Tönerweg                                  |
| Vierländer Brücke (Lage)        | V136               | 040 (im Stadtteil)     | nach Lage und Funktion von Bergedorf in die Vierlande führend                                                                  | 1979                | überquert im Zuge der Straße Curslacker Neuer Deich die A 25; nördlicher Teil in Bergedorf | Vierländer Brücke                         |